# United Football League (Filippine)
La Nagkakaisang Liga ng Futbol è stata la principale competizione calcistica delle Filippine, creata nel 2009 e soppressa nel 2016, sostituita dalla PFL.

## Squadre (2016)
| Club              | Manager             | Captain            | Kit manufacturer   | Shirt sponsor |
| ----------------- | ------------------- | ------------------ | ------------------ | ------------- |
| Agila             | Ramon Vicente Roxas |                    |                    |               |
| United City       | Ali Go              | Juan Luis Guirado  | Adidas             | Ceres Liner   |
| Forza             | Jun Mark Saraga     |                    |                    |               |
| Global            | Leigh Manson        | Misagh Bahadoran   | Accel              | Smart         |
| Green Archers Utd | Rodolfo Alicante    | Christian Pasilan  | Mizuno             | Globe Telecom |
| JP Voltes         | Shinichiro Maeno    |                    |                    |               |
| Kaya-Iloilo       | Chris Greatwich     |                    |                    |               |
| Laos              | Rudy Del Rosario    |                    |                    |               |
| Loyola M.S.       | Simon McMenemy      | James Younghusband | LGR Athletic Wears | Meralco       |
| Nomads            | Alasdair Thomson    |                    |                    |               |
| Pasargad          | Mike Agbayani       |                    |                    |               |
| Stallion          | Ernie Nierras       | Ruben Doctora      | Mizuno             | Gilligan's    |

## Stadio
| Stadium                             | Location   | Stadium Capacity |
| ----------------------------------- | ---------- | ---------------- |
| Rizal Memorial Stadium              | Manila     | 30,000           |
| University of Makati Stadium        | Makati     | 4,000            |
| Alabang Country Club Football Field | Muntinlupa | -                |
| Nomads Sports Club Soccer Field     | Parañaque  | 3,000            |
| ASCOM Football Field                | Taguig     | 1,000            |